# Музей Сиама
Музей Сиама — музей открытий, расположенный на улице Санамчай в Бангкоке, Таиланд. Музей был создан в 2007 году в бывшем здании Министерства торговли. Он был создан для того, чтобы люди могли изучать историю народа Таиланда и его отношения с соседними культурами. Девизом музея является «Играй + Изучай = เพลิน» (что в переводе с тайского языка означает «радостно»); Музей показывает развитие Таиланда от прошлого до настоящего времени.
Каждая комната музея посвящена определённым темам: «Типичный таец», «Бангкок», «Королевство Аюттхая», «Деревенская жизнь», «Перемены», «Политика и коммуникации», «Таиланд и мир», «Таиланд сегодня», «Таиланд завтра», «Введение в Суварнабхуми», «Суварнабхуми», «Буддизм», «Основание Аюттхаи», «Сиам», «Военная комната». В музее есть комната с картой и большим панорамным экраном для просмотра фильмов о истории Таиланда. В музей привозят временные экспонаты и учебные мероприятия.